# BSG DWM Posen
BSG DWM Posen (celým názvem: Betriebssportgemeinschaft der Deutschen Waffen- und Munitionsfabriken Posen) byl německý sportovní klub, který sídlil ve městě Posen. Založen byl v roce 1940 po anexi polského města Poznań. Svůj poslední název nesl od roku 1943. Zanikl v roce 1945 po postupném ústupu německých vojsk z území města. Klubové barvy byly modrá a bílá.
Největším úspěchem klubu byla tříletá účast v Gaulize Wartheland, jedné ze skupin tehdejší nejvyšší fotbalové soutěže na území Německa. Celkově tuto soutěž vyhrál dvakrát v letech 1943–1944.

## Historické názvy
Zdroj: 
- 1940 – BSG DWM Posen (Betriebssportgemeinschaft der Deutschen Waffen- und Munitionsfabriken Posen)
- 1943 – BSG SDW Posen
- 1945 – zánik

## Získané trofeje
- Gauliga Wartheland ( 2× )
  - 1942/43, 1943/44

## Umístění v jednotlivých sezonách
Stručný přehled
Zdroj: 
- 1941–1942: Gauliga Wartheland – sk. 1
- 1942–1944: Gauliga Wartheland

Jednotlivé ročníky
Zdroj: 
Legenda: Z – zápasy, V – výhry, R – remízy, P – porážky, VG – vstřelené góly, OG – obdržené góly, +/- – rozdíl skóre, B – body, červené podbarvení – sestup, zelené podbarvení – postup, fialové podbarvení – reorganizace, změna skupiny či soutěže
| Velkoněmecká říše (1941 – 1944) |                            |        |    |    |   |   |    |    |     |    |        |
| Sezóny                          | Liga                       | Úroveň | Z  | V  | R | P | VG | OG | +/- | B  | Pozice |
| 1941/42                         | Gauliga Wartheland – sk. 1 | 1      | 6  | 3  | 1 | 2 | 12 | 13 | -1  | 7  | 2.     |
| 1942/43                         | Gauliga Wartheland         | 1      | 18 | 14 | 3 | 1 | 67 | 15 | +52 | 31 | 1.     |
| 1943/44                         | Gauliga Wartheland         | 1      | 14 | 12 | 1 | 1 | 54 | 10 | +44 | 25 | 1.     |